# Zbiór diofantyczny
Zbiór diofantyczny – taki zbiór uporządkowanych n-elementowych krotek liczb naturalnych {\displaystyle M,} który posiada diofantyczną reprezentacje pewnego diofantycznego równania parametrycznego. Diofantyczną reprezentacją zbioru {\displaystyle M} nazywamy równoważność postaci:
{\displaystyle (a_{1},\dots ,a_{n})\in M\iff \exists x_{1}\dots x_{m}[D(a_{1},\dots ,a_{n},x_{1},\dots ,x_{m})=0]\qquad (x_{1}\dots x_{m}\in \mathbb {N} ),}
gdzie {\displaystyle D(a_{1},\dots ,a_{n},x_{1},\dots ,x_{m})=0} jest diofantycznym równaniem parametrycznym, {\displaystyle a_{1},\dots ,a_{n}} to parametry, natomiast {\displaystyle x_{1},\dots ,x_{m}} to niewiadome. Liczbę {\displaystyle n} nazywamy wymiarem zbioru {\displaystyle M.} Każdy zbiór diofantyczny posiada nieskończenie wiele diofantycznych reprezentacji.

## Przykład
Rozważmy równanie Pella:
{\displaystyle x^{2}-D(y+1)^{2}=1.}
Jest to równanie parametryczne z parametrem {\displaystyle D} i niewiadomymi {\displaystyle x} i {\displaystyle y.} Wiadomo, że powyższe równanie ma rozwiązanie w dziedzinie liczb całkowitych wtw. gdy parametr {\displaystyle D} jest równy {\displaystyle 0} lub nie jest kwadratem liczby całkowitej, dlatego zbiór diofantyczny związany z tym równaniem to: {\displaystyle \{0,2,3,5,6,7,8,10,\dots \}.}

## Własności
Łatwo zauważyć, że suma dwóch zbiorów diofantycznych {\displaystyle M_{1}} i {\displaystyle M_{2}} tego samego wymiaru {\displaystyle n} również jest zbiorem diofantycznym. Jeżeli równania parametryczne {\displaystyle D_{1}} i {\displaystyle D_{2}} to odpowiednio diofantyczne reprezentacje zbiorów {\displaystyle M_{1}} i {\displaystyle M_{2}{:}}
{\displaystyle D_{1}(a_{1},\dots ,a_{n},x_{1},\dots ,x_{m_{1}})=0,}
{\displaystyle D_{2}(a_{1},\dots ,a_{n},x_{1},\dots ,x_{m_{2}})=0,}
to poniższe równanie jest reprezentacją diofantyczną sumy zbiorów {\displaystyle M_{1}} i {\displaystyle M_{2}{:}}
{\displaystyle D_{1}(a_{1},\dots ,a_{n},x_{1},\dots ,x_{m_{1}})\cdot D_{2}(a_{1},\dots ,a_{n},x_{1},\dots ,x_{m_{2}})=0.}
Podobnie przecięcie dwóch zbiorów diofantycznych {\displaystyle M_{1}} i {\displaystyle M_{2}} również jest zbiorem diofantycznym, jako że reprezentacją diofantyczną tego przecięcia jest:
{\displaystyle D_{1}(a_{1},\dots ,a_{n},x_{1},\dots ,x_{m_{1}})^{2}+D_{2}(a_{1},\dots ,a_{n},x_{1},\dots ,x_{m_{2}})^{2}=0.}

## Twierdzenia Matijasiewicza
Twierdzenie Matijasiewicza mówi, że każdy rekurencyjnie przeliczalny zbiór jest zbiorem diofantycznym. Zbiór {\displaystyle S} jest rekurencyjnie przeliczalny wtw. gdy istnieje taka maszyna Turinga {\displaystyle T,} że jeżeli maszyna {\displaystyle T} działając na liczbę {\displaystyle n} kończy pracę to {\displaystyle n\in S.} W sposób równoważny można powiedzieć, że zbiór jest rekurencyjnie przeliczalny jeżeli istnieje algorytm wypisujący listę wszystkich elementów tego zbioru.
Implikacja odwrotna również jest spełniona. Jeżeli {\displaystyle D(n,x_{1},\dots ,x_{n})=0} jest diofantyczną reprezentacją pewnego zbioru diofantycznego {\displaystyle S} to zbiór {\displaystyle S} jest rekurencyjnie przeliczalny. Algorytm wypisujący wszystkie elementy zbioru {\displaystyle S} możemy uzyskać sprawdzając równość {\displaystyle D(n,x_{1},\dots ,x_{n})=0} dla wszystkich możliwych uporządkowanych, n+1-elementowych krotek {\displaystyle (n,x_{1},\dots ,x_{n})} (których jest przeliczalnie wiele z uwagi na przeliczalność iloczynów kartezjańskich zbiorów przeliczalnych).